# Claude Fighiera
Claude Fighiera (1943 - 1974) est un spéléologue français. 
Il est surtout connu pour ses études sur l'hydrogéologie des Alpes-Maritimes et pour sa topographie du réseau de Piaggia Bella en Italie.

## Biographie
Claude Fighiera est né  le 27 décembre 1943 ; il est décédé le 29 septembre 1974, à la suite d'un accident sur la piste du Marguareis.

## Activités spéléologiques
Il publia des études sur l'hydrogéologie des Alpes-Maritimes. 
De 1962 à 1973, il fut un membre actif du Club Martel de Nice.
Vers 1970, il entreprit de refaire toute la topographie du réseau de Piaggia Bella en Italie, car celle de Jean Noir avait disparu après sa mort. Durant ses nombreux levers topographiques dans cette cavité labyrinthique, il découvrit d'importantes galeries fossiles.
En 1973, il fonda le Centre méditerranéen de spéléologie qui devait être, dans l'esprit de son fondateur, une sorte de coopérative réunissant les clubs locaux pour mettre en commun leurs hommes et leurs matériels afin de réaliser de grandes explorations. Sa mort accidentelle ne lui permit pas d'atteindre ce but, et le Centre resta un simple club local.

## Sources et références
- « Les grandes figures disparues de la spéléologie française », Spelunca (Spécial Centenaire de la Spéléologie), no 31,‎ juillet-septembre 1988, p. 48-49
- Delanghe, Damien, Médailles et distinctions honorifiques (document PDF), in : Les Cahiers du CDS no 12, mai 2001.
- Association des anciens responsables de la fédération française de spéléologie : In Memoriam.
- Courbon, P (1974) : Claude Fighiera, in Spelunca (Paris), 1974 (3), page 65, 1 photographie.